# باري بالز
باري بالز (بالإنجليزية: Barry Bales)‏ هو موسيقي أمريكي، ولد في 23 أغسطس 1969 في كينغسبورت في الولايات المتحدة.

## وصلات خارجية
- باري بالز على موقع ميوزك برينز (الإنجليزية)
- باري بالز على موقع ديسكوغز (الإنجليزية)